# Arnold Jeannesson
Arnold Jeannesson (Parijs, 15 januari 1986) is een Frans voormalig professioneel veldrijder en wegwielrenner. Hij reed in zijn carrière voor onder meer Caisse d'Epargne, FDJ en Cofidis.

## Palmares

### Veldrijden
Overwinningen
| Seizoen                                 | Wereldbeker | Coupe de France | FK     | EK  | WK  | Overige   | Totaal aantal zeges |
| --------------------------------------- | ----------- | --------------- | ------ | --- | --- | --------- | ------------------- |
| 2008-2009                               |             |                 | 10e    | NVT | DNS |           | 0                   |
| 2009-2010                               |             |                 | 6e     | NVT | DNS |           | 0                   |
| 2010-2011                               |             |                 | Brons  | NVT | DNS |           | 1                   |
| 2011-2012                               |             |                 | 6e     | NVT | DNS | Lanarvily | 1                   |
| 2012-2013                               |             |                 | Zilver | NVT | DNS | Lanarvily | 1                   |
| 2013-2014                               |             |                 | 11e    | NVT | DNS |           | 0                   |
| 2014-2015                               |             |                 | 6e     | NVT | DNS |           | 0                   |
| 2015-2016                               |             |                 | DNS    | DNS | DNS |           | 0                   |
| 2016-2017                               |             |                 | Zilver | DNS | DNS |           | 0                   |
| 2017-2018                               |             |                 | Brons  | DNS | DNS |           |                     |
| 2018-2019                               |             |                 | 25e    | DNS | DNS |           | 0                   |
| 2019-2020                               |             |                 | DNS    | DNS | DNS |           | 0                   |
| geen deelnames in 2020-2021 & 2021-2022 |             |                 |        |     |     |           |                     |
| 2022-2023                               |             |                 | 13e    | DNS | DNS |           | 0                   |
|                                         |             |                 |        |     |     |           |                     |
| Totaal                                  | 0           | 0               | 0      | 0   | 0   | 2         | 2                   |

### Wegwielrennen

#### Overwinningen
2008
8e etappe Ronde van de Toekomst

#### Resultaten in voornaamste wegwedstrijden
| Jaar | Ronde van Italië | Ronde van Frankrijk | Ronde van Spanje |
| ---- | ---------------- | ------------------- | ---------------- |
| 2009 | 57e              |                     |                  |
| 2010 | opgave           |                     |                  |
| 2011 |                  | 15e                 |                  |
| 2012 |                  |                     | 64e              |
| 2013 | opgave           | 29e                 |                  |
| 2014 |                  | 30e                 |                  |
| 2015 |                  |                     |                  |
| 2016 |                  | 87e                 |                  |
| 2017 |                  |                     |                  |

| Jaar | Milaan-San Remo | Amstel Gold Race | Luik-Bast.‑Luik | Ronde van Lombardije | Waalse Pijl | Clásica San Sebastián |  | Wereldranglijsten |
| ---- | --------------- | ---------------- | --------------- | -------------------- | ----------- | --------------------- |  | ----------------- |
| 2009 |                 |                  |                 |                      |             |                       |  |                   |
| 2010 |                 |                  |                 |                      |             |                       |  |                   |
| 2011 |                 |                  | 36e             |                      | 36e         |                       |  |                   |
| 2012 |                 |                  |                 | opgave               |             |                       |  | 93e (UWT)         |
| 2013 |                 |                  | 45e             |                      | 45e         | 10e                   |  | 153e (UWT)        |
| 2014 |                 | 23e              | 53e             |                      | opgave      | 12e                   |  |                   |
| 2015 |                 |                  | 91e             | opgave               |             |                       |  |                   |
| 2016 | 36e             |                  | 18e             | opgave               | 16e         | opgave                |  |                   |
| 2017 |                 |                  |                 |                      | opgave      |                       |  |                   |

Jeannesson droeg 2 etappes de witte trui in de Ronde van Frankrijk van 2011.

## Ploegen
- 2006 –  Auber 93 (stagiair vanaf 1-8)
- 2007 –  Auber 93 (stagiair vanaf 1-8)
- 2008 –  Auber 93
- 2009 –  Caisse d'Epargne
- 2010 –  Caisse d'Epargne
- 2011 –  FDJ
- 2012 –  FDJ-BigMat
- 2013 –  FDJ.fr [a]
- 2014 –  FDJ.fr
- 2015 –  FDJ
- 2016 –  Cofidis, Solutions Crédits
- 2017 –  Fortuneo-Vital Concept

1. ↑  Tot eind juni heette de ploeg FDJ, daarna werd de naam veranderd.